# Giovanni Luca Pallavicini
Giovanni Luca Pallavicini-Centurione (Genova, 23 settembre 1697 – Bologna, 27 settembre 1773) è stato un nobile genovese, militare e diplomatico al servizio degli Asburgo come Governatore di Milano.

## Biografia
Giovanni Luca Pallavicini era membro di una nobile casata genovese che più volte aveva ricoperto cariche istituzionali nella Repubblica di Genova ed era più volte assurta alla carica dogale.
Intrapresa la carriera militare e diplomatica, tra il 1731 e il 1733 fu ambasciatore della Dominante a Vienna e, in tal veste, nell'estate del 1733 riuscì a ottenere che venisse mandata a Trieste una piccola flotta, come sostegno all'esercito imperiale, che era allora impegnato in combattimento contro Francia, Sardegna e Spagna nella Guerra di Successione Polacca. Ne assunse anche il comando e, il 7 agosto 1733, divenne pure il primo comandante in capo della flotta imperiale.

Stemma dei Pallavicino di Genova

Nel 1734 guidò la flotta vicereale del Regno di Napoli contro gli spagnoli; più tardi, a fine primavera del 1735, condusse una flottiglia fluviale austriaca sul Po, nei pressi di Revere, non lontano da Mantova. Sotto i suoi auspici fu preparato un piano di costruzioni navali, realizzato solo in parte. Nel 1735 ricevette il titolo di Generale delle galere e del resto della Marina.
In seguito, venne nominato comandante della flottiglia fluviale del Danubio, combattendo contro gli ottomani. Nel 1741 fu promosso tenente maresciallo. Durante la guerra di successione austriaca diresse l'assedio della Mirandola del 1742 e l'anno successivo combatté nella battaglia di Camposanto. Entrato a far parte degli ambienti diplomatici austriaci, il 22 dicembre 1744 venne nominato Ministro delegato per la Lombardia sotto il governo di Maria Teresa d'Austria, venendo nominato dal 9 marzo 1745 Ministro Plenipotenziario e Comandante Generale delle truppe austriache nel milanese, prendendo possesso della propria sede milanese dal 16 giugno di quell'anno.
È questo il periodo in cui nomina suo segretario Luigi Giusti.
Questa nomina era stata necessaria in quanto il 16 dicembre di quello stesso 1745 Filippo di Borbone era entrato nel milanese proclamandosi Re di Lombardia ed era quasi riuscito ad espugnare gli austriaci dal dominio di Milano, costringendo lo stesso governatore Pallavicini a rifugiarsi nella fortezza di Mantova, da dove Maria Teresa gli diede disposizioni per la creazione di un nuovo governo d'emergenza sino a che l'ordine non fosse ristabilito nel capoluogo lombardo.
Il Pallavicini poté fare rientro a Milano solo il 25 agosto 1746.
Dopo queste azioni, il governo prese la decisione di porre un uomo di maggior polso al governo di un'area tanto delicata quanto era quella del milanese, e la scelta ricadde pertanto su Ferdinand Bonaventura von Harrach, il quale però rimase in carica solo sino al 1750, anno in cui Giovanni Luca Pallavicini venne richiamato al proprio incarico.

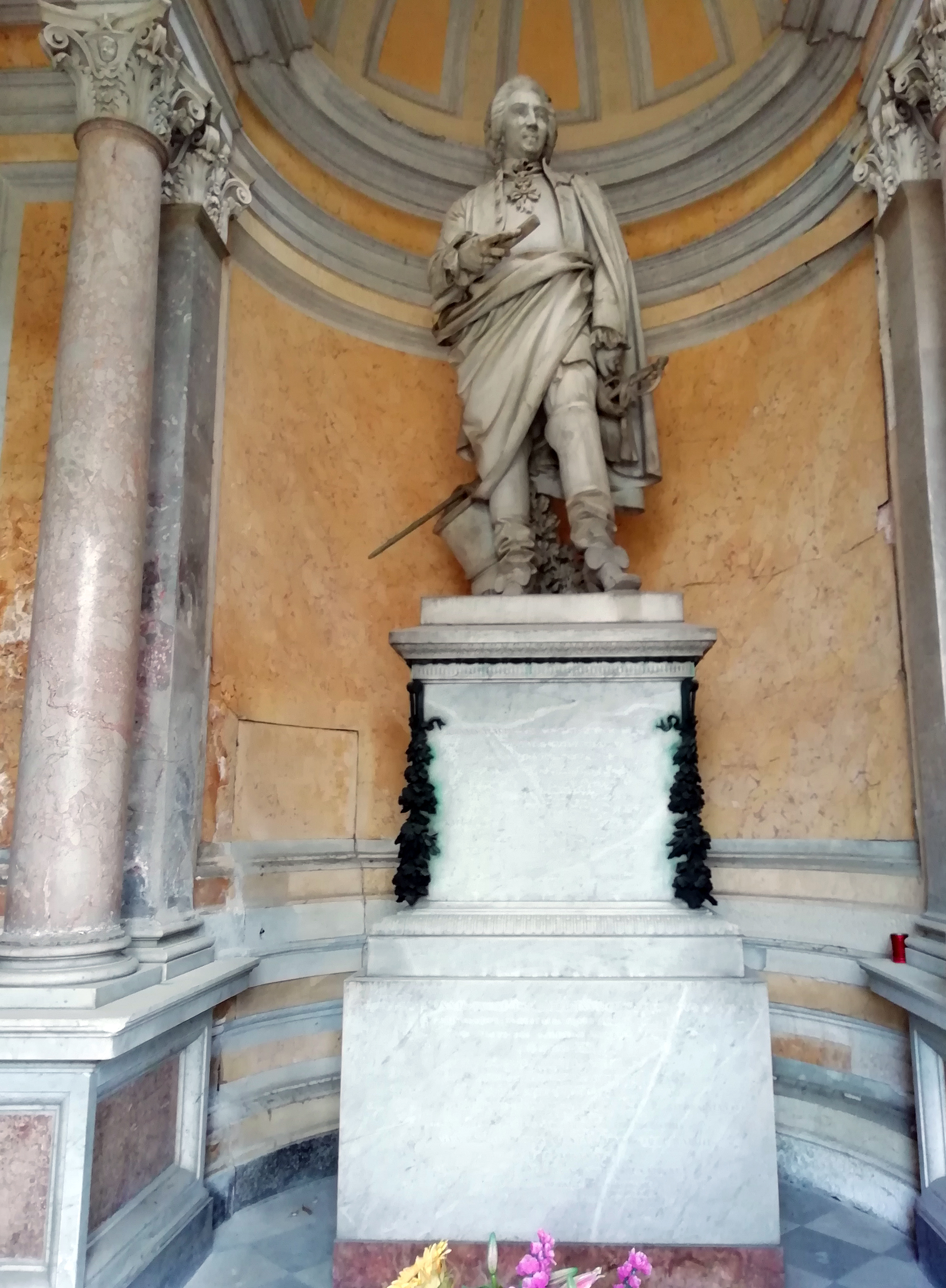
Il monumento a Pallavicini in Certosa

Il ritorno del Pallavicini, fu quantomai trionfale proprio perché gli era stato mostrata da un lato la clemenza della casata imperiale e dall'altro quanto fosse facile perdere il proprio potere anche per un piccolo errore tattico. A partire dal 1749, nel tentativo di far presa sulla popolazione milanese, organizzò attività pubbliche tra cui concerti all'aperto nell'area del Castello (di cui fu castellano dal 1750 al 1753), avvalendosi della collaborazione del musicista e compositore milanese Giovanni Battista Sammartini. Con questa rinnovata fiducia, il 26 settembre 1750, Giovanni Luca Pallavicini venne nominato Governatore e continuò a stupire i milanesi con altre trovate di buon gusto come quella del 6 ottobre di quello stesso anno quando, in occasione per i festeggiamenti della sua elezione, fece arrivare per la prima volta un rinoceronte vivo che venne esposto al diletto della popolazione in Piazza Mercanti a Milano.
Il 22 settembre 1753, Giovanni Luca Pallavicini lasciò il proprio incarico a Milano e rientrò alla corte di Vienna e la carica governatoriale passerà dopo poco tempo nelle dirette mani dell'arciduca Pietro Leopoldo.
Negli ultimi anni della sua vita si ritirò nella Certosa di Bologna, ove morì nel 1773 e dove ancora oggi un monumento a lui dedicato  ad opera di Giovanni Duprè su disegno di Antonio Zannoni nel Chiostro V ricorda la sua presenza in città.